# Любов на вістрі ножа (фільм)
«Любов на вістрі ножа» — кінофільм режисерів Давида Кеосаяна,  Дмитра Дьяченко та Олега Штрома вийшов на екрани в 2007 році.

## Зміст
Армен Саркісов - адвокат з досвідом. Одного вечора, коли він вирушає на зустріч з онукою Лялею та її нареченим в ресторан, на очах законника відбувається вбивство. У ньому звинувачують старого товариша Саркісова, але справа виглядає шітим білими нитками. З подачі Лялі Армен згадує молоді роки і береться за власне розслідування цієї заплутаної випадку.

## Ролі
| Актор                 | Роль |
| --------------------- | ---- |
| Данило Страхов        | -    |
| Ольга Ломоносова      | -    |
| Армен Джигарханян     | -    |
| Олена Хмельницька     | -    |
| Микита Звєрєв         | -    |
| Іван Стебунов         | -    |
| Євгенія Добровольська | -    |
| Любовь Матюшина       | -    |
| Олексій Гришин        | -    |
| Дар'я Дроздовська     | -    |

## Знімальна група
- Режисер — Давид Кеосаян, Дмитро Дьяченко, Олег Штром
- Сценаристи — Вікторія Євсєєва, Ганна Слуцки
- Продюсери — Давид Кеосаян, Тетяна Воронович
- Композитор — Сергій Терехов